# Баріа
10°29′57″ пн. ш. 107°10′03″ сх. д. / 10.4990423° пн. ш. 107.167469° сх. д.
Баріа (в'єтн. Bà Rịa, тьи-ном 巴地) — місто провінційного підпорядкування розташоване у в'єтнамській провінції Баріа-Вунгтау.

## Розташування та адміністративний поділ
Баріа розташований за 90 км від Хошиміна; він межує з містом Вунгтау на півдні, з районом Лонгдьєн (Long Điền) на сході, районами Тяудик (Châu Đức) та Тантхань (Tân Thành) на півночі, а з останнім — також на заході.
Заснований 2 червня 1994 року, коли район Тяутхань ( Châu Thành ) був розділений на місто Баріа та райони Тяудик і Тантхань. Після цього багато адміністративних функцій перейшли до нового міста. В 2007 Баріа був містом 3 категорії . Баріа отримав статус міста провінційного підпорядкування в 2012 .
У Баріа входить вісім кварталів (phường, фионг) :Фиокхинг, Фиокчунг, Фиокхьєп, Фиокнгуєн, Лонгхионг, Лонгтоан, Кімзінь, Лонгтам та три села ( xã, са) :ХоалонгЛонгфиок, Танхинг  .

## Роль в історії релігії
Баріа за вологий клімат і віддаленість став місцем заслання проповідника релігії каодай Нгуєн Нгок Тионга  .
У 1934 році тут же в пагоді Тхьентхай ( Thiên Thai ) була заснована Асоціація чань-буддійських сект .
У Баріа знаходиться однойменна католицька єпархія, яку очолює Томас Нгуєн Ван Чам ( Thomas Nguyễn Văn Trâm ), неподалік розташоване колективне поховання мучеників за віру (його побудували на місці в'язниці Фиок Ле, де понад 300 католиків спалили живцем у 1862 році)  .

## Економіка
Поет Чинь Хоай Дик оспівав рисові поля, а оточуючі місто солоні болота виробляли сіль чудової якості  .
Промисловість та будівництво 62,59% економічної структури міста, з 2011 року частка цього сектора зросла на 18,41%; послуги та торгівля становлять 34,07%; сільське господарство та рибальство - 3,33%. У місті 822 промислові підприємства, на них зайнято понад 7000 працівників. Є виробництво будівельного каменю, електрики, питної води .
Економічне зростання — 18,16% на рік .

## Населення
У місті живе 153 862 особи, з них 120 705 живе в урбанізованій частині міста. Середньодушовий дохід — 48 млн донгів на рік .
Місто постійно зростає, приблизно на 1,789% на рік. У 2012 році в середньому на мешканця припадало 18,5—19 м² житла. Є кілька лікарень та медичних навчальних закладів; на кожні 10 000 осіб є 107,69 лікарняних ліжок .